# Perkinsozoa
Perkinsozoa es un grupo recientemente creado de protistas del filo Miozoa. Se los encuentra en ecosistemas marinos y limícolas y son parásitos intracelulares de moluscos (Perkinsus) y de protistas (Cryptophagus, Parvilucifera, Rastrimonas). Probablemente tengan un plasto degenerado y un complejo apical incompleto. Son de gran interés en los estudios filogenéticos pues son considerados un grupo basal a los dinoflagelados.